# Emma Paterson
Emma Paterson (* Emma Ann Smith 5. April 1848 in London; † 1. Dezember 1886 ebenda) war eine englische Frauenrechtlerin.

## Leben
Emma Paterson wurde am 5. April 1848 in London als Emma Ann Smith, einzige Tochter des Schulmeisters Henry Smith und seiner Frau Emma Dockerill Smith geboren. Die Schule, die ihr Vater leitete, befand sich in der neu entwickelten Gegend von Belgravia und war Teil eines Netzwerks, das von der National Society for Promoting Education of the Poor in the Principles of the Established Church in England and Wales verwaltet wurde. Sie wurde von ihrem Vater erzogen und half auch beim Schulunterricht aus. Emma Smith lernte deutsch und italienisch und machte eine Lehre als Buchbinderin. Ihr Vater, dem sie sehr nahegestanden hatte, starb, als sie 16 Jahre alt war und sie musste danach mit ihrer Mutter in Armut leben. Ihre Mutter und auch Emma versuchten Schulen zu gründen und zu führen, scheiterten jedoch damit. Emma Smith fand zunächst Arbeit als Gouvernante und Privatsekretärin, dann wurde sie im Alter von 19 Jahren, im Jahr 1867 stellvertretende Sekretärin des Working Men’s Club and Institute Union. Die arbeitete fünf Jahre lang für den Club und erkannte dabei die Bedeutung der Gewerkschaftsarbeit für die Arbeitnehmer. Einige Zeit arbeitete sie auch als Sekretärin für die Women’s Suffrage Association.
Am 24. Juli 1873 heiratete sie eines der Gründungsmitglieder des Working Men’s Club, Thomas Paterson. Ihr Mann war von Beruf Tischler und er interessierte sich für Gewerkschaften. Nach der Eheschließung machte das Brautpaar eine ausgedehnte Hochzeitsreise in die Vereinigten Staaten. Dort untersuchten sie die dortigen Gewerkschaftsaktivitäten. Sie kam dort mit ausgebeuteten Arbeiterinnen wie in England in Kontakt, war gleichzeitig beeindruckt von den Typografinnen und Regenschirmmacherinnen, die Gewerkschaften gegründet hatten. Nach ihrer Rückkehr nach England gründete Emma Paterson im Jahr 1874 die Women’s Protective and Provident League (später Women’s Trade Union League) eine Gewerkschaft arbeitender Frauen. Sie war die erste Frau, die 1875 am jährlichen Gewerkschaftskongress  teilnahm und Herausgeberin des Women’s Union Journal, welches von 1876 bis –86 erschien. Im Jahr 1876 gründete sich die  Women’s Printing Society und veröffentlichte mehrere Artikel.
Bis zu ihrem Tod im Jahr 1886 im Alter von 38 Jahren organisierte Paterson neben Buchbinderinnen, sie selbst hatte in ihrer Jugend eine Zeit als Buchbinderin gearbeitet, auch Hutmacherinnen, Bekleidungsmacherinnen und Polstererinnen. Darüber hinaus gründete sie die WPPL als Mitglied des männerdominierten Gewerkschaftskongresses.
Ihre Liga organisierte berufstätige Frauen bis weit ins 20. Jahrhundert. Sie setzte sich für die Berufsausbildung von Frauen und für Arbeitsschutzgesetze sowohl in Großbritannien als auch in den Vereinigten Staaten ein. Bei der Gründung der Women’s Protective and Provident League, später Women’s Trade Union League, war Paterson auf die Hilfe von Mittel- und Oberschicht und Gewerkschaftern angewiesen. Mit diesem Versuch Klassengrenzen zu überschreiten, war sie zwar nicht immer erfolgreich, aber es wurde das Markenzeichen der Liga.

## Nachleben
Judy Chicago widmete Emma Paterson eine Inschrift auf den dreieckigen Bodenfliesen des Heritage Floor ihrer 1974 bis 1979 entstandenen Installation The Dinner Party. Die mit dem Namen Emma Paterson beschrifteten Porzellanfliesen sind dem Platz mit dem Gedeck für Margaret Sanger zugeordnet.